# Mémorial (Luxembourg)
Pour les articles homonymes, voir Mémorial.
Le Mémorial est le journal officiel du Grand-Duché de Luxembourg. Il est publié par le Service central de législation, rattaché au ministère d’État et donc au gouvernement du Luxembourg.
Il est à l'origine publié selon les règles fixées par l'arrêté royal grand-ducal du 22 octobre 1842, en français et en allemand puis uniquement en français après la Seconde Guerre mondiale. En 1961, son organisation en trois recueils, « Mémorial A » à « Mémorial C », est mise en place.
En application de la loi du 23 décembre 2016 concernant le Journal officiel du Grand-Duché de Luxembourg, le Mémorial est à partir du 1er janvier 2017 publié exclusivement par voie électronique sauf en cas d'indisponibilité des moyens informatiques prévus à cet effet ; le Mémorial est alors publié sur support papier.
Le Journal officiel du Grand-Duché de Luxembourg comprend depuis 2017 deux séries portant respectivement les dénominations « Mémorial A » et « Mémorial B » :
- Le Mémorial A contient tous les actes législatifs, réglementaires ainsi que les autres actes concernant la généralité du public.
- Le Mémorial B contient les textes qui ne concernent pas la généralité du public.

Le Mémorial C contient les publications concernant les sociétés commerciales et associations et les fondations sans but lucratif. Depuis le 1er juin 2016 le Mémorial C est remplacé par une liste des publications disponible sur le site internet du Registre de commerce et des sociétés (RCS). Les archives avec une date de dépôt antérieure au 1er juin 2016 (de 1996 au dernier Mémorial C paru le 27 juillet 2016) restent toutefois consultables sur Legilux.
La publication est gérée, entre 2006 et 2016, par la société Legitech, une coentreprise entre l’imprimerie de la Cour Victor Buck et l’imprimerie Centrale. La numérisation du Mémorial et la suppression du Mémorial C conduit à un plan social pour l'entreprise luxembourgeoise,,. 